# مارتین کامن
مارتین کامن (انگلیسی: Martin Kamen؛ زاده ۲۷ اوت ۱۹۱۳ درگذشته ۳۱ اوت ۲۰۰۲) یک زیست‌شیمی‌دان و دانشمند شیمی‌فیزیک اهل کانادا بود. او در سال ۱۹۴۰ میلادی به همراه سم روبن توانست ایزوتوپ هسته‌ای کربن ۱۴ را در دانشگاه کالیفرنیا، برکلی کشف کند.